# Mauve
Mauve [mo:v], eller malvafärgad, syftar på en blekt lila färg. Namnet mauve kommer från det franska namnet på arter i växtsläktet Malva. Beteckningen började allmänt användas efter att William Henry Perkin upptäckt mauvein 1856 och detta, det första syntetiskt framställda färgämnet, sedan började användas som textilfärg kallad mauve. Färgen blev mycket populär kring 1860 (särskilt som drottning Victoria, bland annat vid äldsta dotterns bröllop 1858, och kejsarinnan Eugénie sågs bära mauvein-färgade klänningar), men populariteten sjönk sedan (allterftersom alltfler olika anilinfärgämnen i olika färger och nyanser framställdes) och mauvein användes från mitten av 1860-talet till 1880-talet huvudsakligen som frimärksfärg.
Notera att färgen hos malvornas blommor kommer från antocyaniner (bland dem malvidin), inte från mauvein. Men antocyaniner är inte beständiga färgämnen (de röda höstlöven blir ju snart bruna och likaså blir ju rödvinsfläckar).

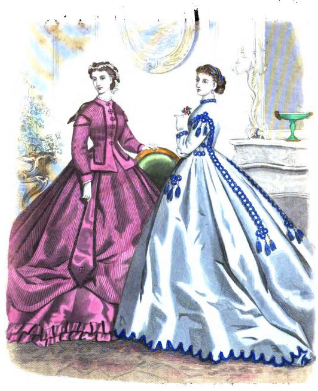
Bild från The London and Paris ladies' magazine 1866.
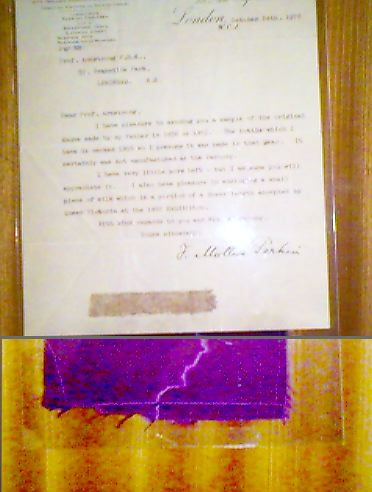
Brev från William Perkins tredje son (Fredrick Mollwo Perkin) med mauvein-färgat tyg från den av fadern grundade fabriken.
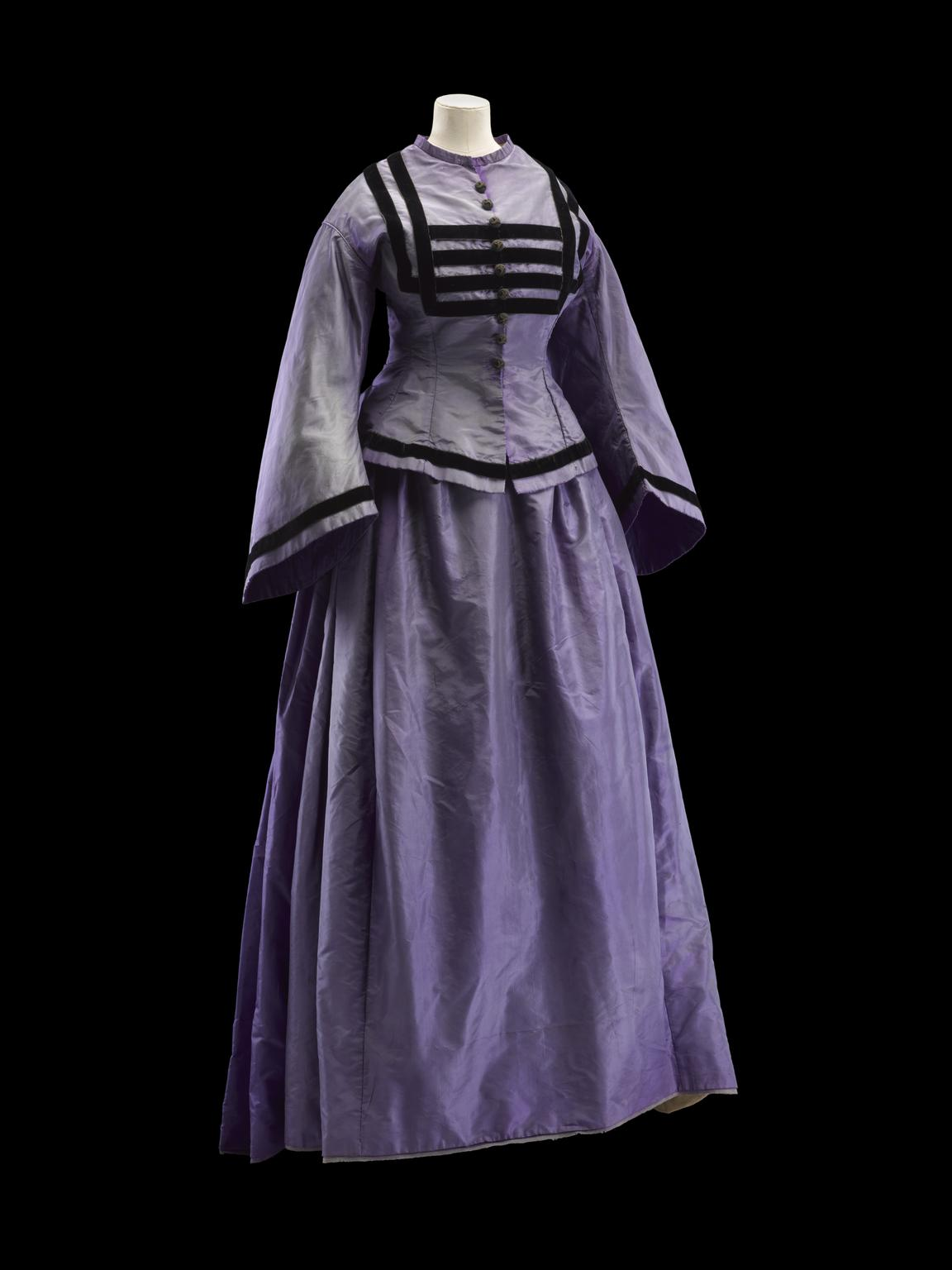
Kjol och blus av siden färgade med Perkins mauvein från 1862/1863.
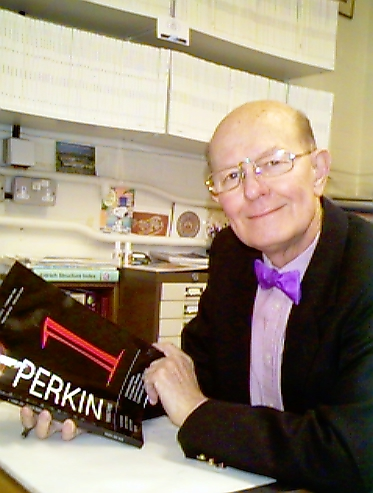
Den brittiske kemisten Charles Rees med mauvein-färgad fluga (en sådan delas ut till de manliga deltagarna – damerna får i stället en mauvein-färgad scarf – inför middagen vid utdelandet av Perkinmedaljen[10]).
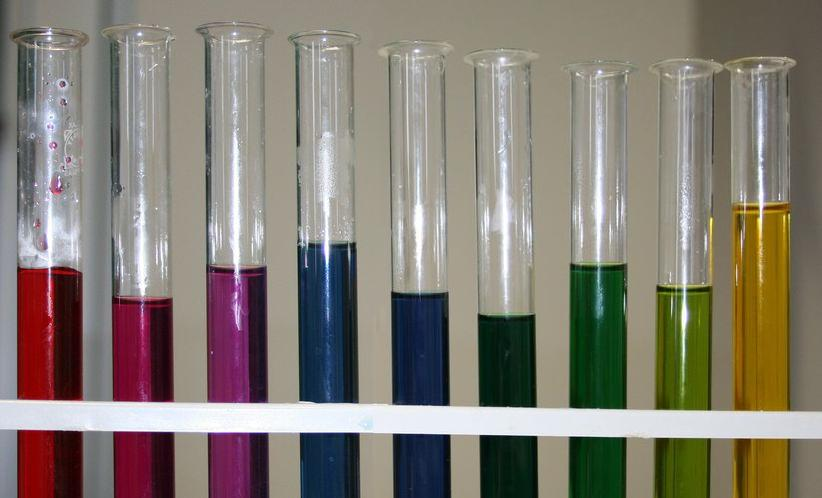
Antocyaninernas färg beror bland annat av pH. Det tredje provröret från vänster innehåller rödkålsextrakt vid pH 5 och är ungefär mauve.